# Mazurek (lepény)

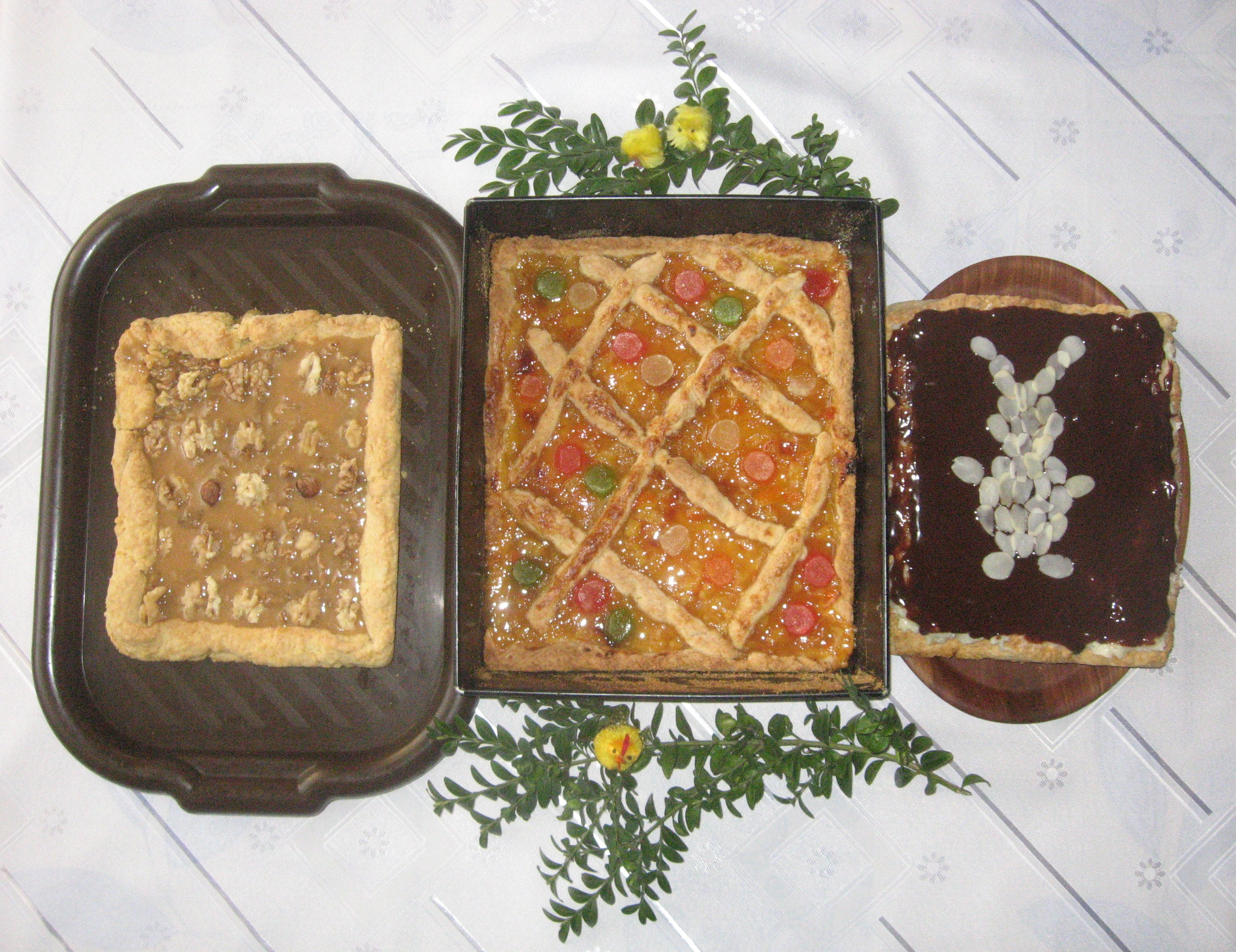
Ízlésesen elkészített mazurek költemények

A mazurek vagy mazurka tradicionális lengyel lepény, hivatalosan is elismert polonikum. A kisütött kelt tészta alapra mázt kennek fel (általában csokoládékrémet) és azt díszítik tetszés szerint gyümölccsel, lekvárral, marcipánnal, mazsolával, dióval és mandulával.
Lengyelországban a húsvéti és a karácsonyi ünnepek étkezéseinek nélkülözhetetlen kelléke. Az édes, tortaszerű sütemény ovális, szögletes vagy akár más formában is készíthető, és szeletelve fogyasztják el. A sütemény ritkán magasabb egy centiméternél.

## Etimológia
A mazurka szó egyfelől a lengyel néptáncot, a mazurkát jelöli, másfelől pedig egy madárfaj, a mezei veréb (Passer montanus) neve. A mazurek és a mazurka elnevezés is valószínűleg a mazurok törzséhez (vagy mazúriai eredethez) köthető, akik egykoron Mazóviában (Közép-Lengyelország) éltek. A hagyományos lengyel néptáncot 1345-ben említik először mazurekként.

## Története
Ez a lepény a lengyelek számára a húsvéti ünnep elengedhetetlen kelléke. Ilyenkor különösen ügyelnek a díszítésére, melyhez szárított gyümölcsöket, magokat, édességeket és különböző csokoládékrémeket használnak fel. Mivel ezek általában nem romlandóak, ezért a sütemény akár hosszabb ideig is tárolható.
A lengyel nemzeti sütemény receptje minden valószínűség szerint nem is olyan régi, hiszen a 17. század elején érkezett Törökországból, fűszerkereskedők közvetítésével. Fogyasztása szorosan összekapcsolódott a nagyböjt teljesítésével. A negyven napos megtartóztatás, a Jézus Krisztus feltámadásának ünnepére való felkészülés, a hitben való elmélyülés ideje utáni gazdag jutalom része volt. Manapság azonban vallási jelentősége visszaszorulóban van, és már nem csak a húsvét, hanem más szezonális ünnepek nélkülözhetetlen kellékeként is jelen van.
A karácsonykor hagyományosan felszolgált tizenkétféle ételhez is igazítható, így ott sem lóg ki a sorból. A lengyel katolikus családokban szokás, hogy az utolsó vacsora tizenkét apostola mellett az ételek száma is tükrözi a vallási kötődést.

## Hivatalos elismerése

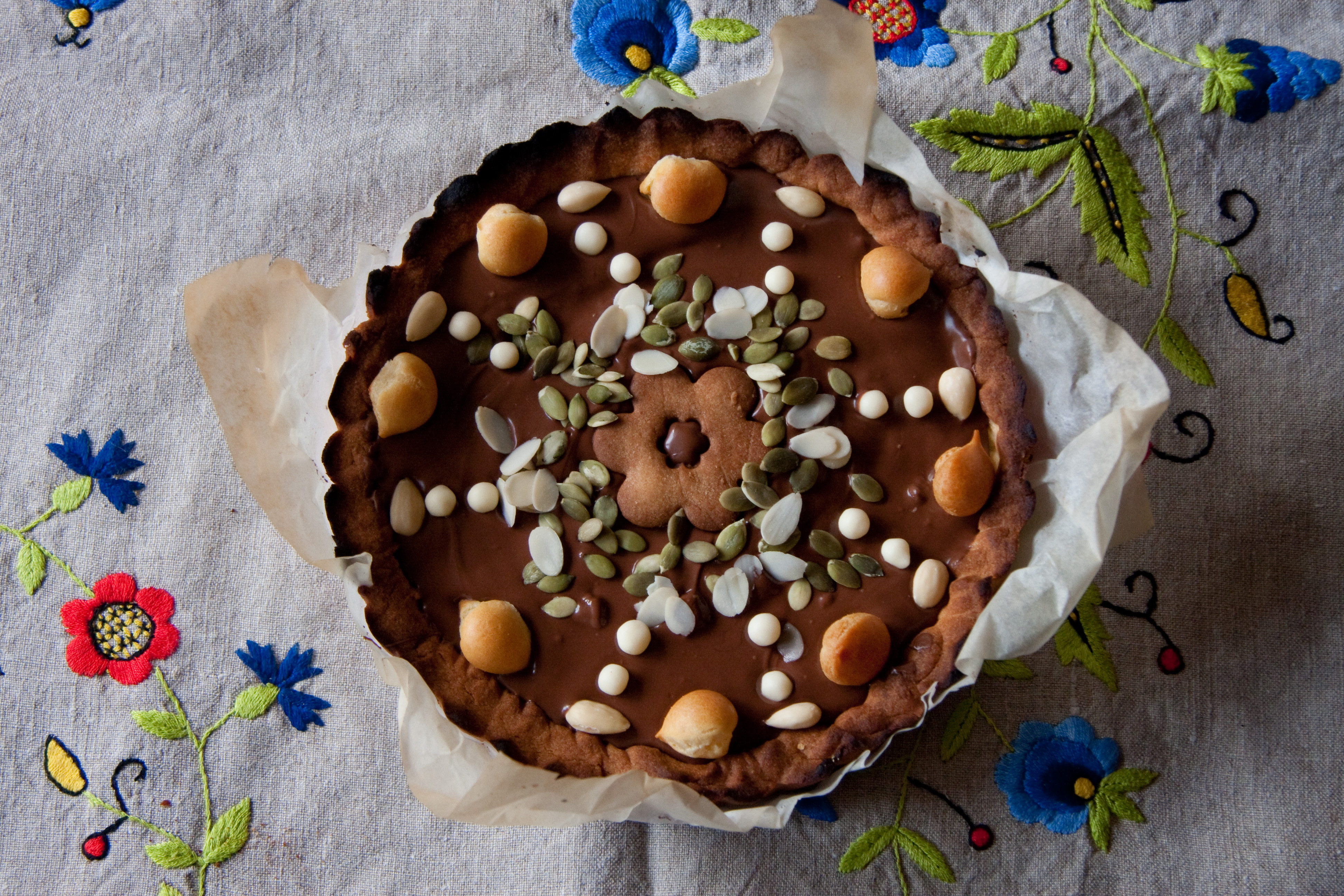
Tradicionális házi készítésű mazurek

A mazureket 2011. november 3-án Lengyelország Vidékfejlesztési Minisztériuma a Kujávia-pomerániai vajdaság termékeiről összeállított listán hagyományos lengyel terméknek (polonikum) ismerte el. A hivatalos leírás szerint lapos, négyszögletes, 20 és 40 centiméter közötti nagyságú, édes-diós ízesítésű, arany vagy aranybarna színű, omlós kelt tészta, melyet krémes réteggel borítanak be, valamint gyümölcsszeletekkel és magokkal díszítenek.
A mazurek nemzeti ügy Lengyelországban. Bizonyítja ezt, hogy több közéleti újság és hírportál is foglalkozott már a készítésével. A Newsweek magazin lengyel nyelvű kiadása külön ötleteket is közölt arról, hogyan lehet manduladarabokkal díszíteni és ráírni csokoládékrémmel az ünnepi üzenetet. A Wirtualna Polska (Virtuális Lengyelország) hírportál például kijelentette, hogy a mazureket nem lehet más süteményhez hasonlítani. Lapos, különböző ízesítésű és gazdagon díszített édesség.  A jó mazurek titka azonban nem a szabályozásban rejlik, hanem az elkészítésében, például oda kell figyelni arra, hogy a sütemény alapját képező tésztának fél órát hideg helyen kell állnia sütés előtt.

## Fordítás
- Ez a szócikk részben vagy egészben  a   Mazurek (cake) című angol Wikipédia-szócikk ezen változatának fordításán alapul.  Az eredeti cikk szerkesztőit annak laptörténete sorolja fel. Ez a jelzés csupán a megfogalmazás eredetét és a szerzői jogokat jelzi, nem szolgál a cikkben szereplő információk forrásmegjelöléseként.